# Kevin Leitner (Koch)
Kevin Leitner (* 1. Dezember 1989 in Haslach (Wangen im Allgäu)) ist ein deutscher Koch.

## Werdegang
Nach seiner Ausbildung (2006–2009) im Gasthof zum Hirsch in Neukirch (Bodenseekreis) arbeitete Leitner von 2010 bis 2012 in Geisels Vinothek in München und anschließend im Gourmet Restaurant Königshof im Hotel Königshof mit Martin Fauster als Küchenchef. Von 2013 bis 2014 war er tätig im BNM Restaurant im Bayerischen Nationalmuseum in München. 2014 ging Leitner nach Berlin, wo er bis 2015 bei Hendrik Otto im Sternerestaurant Lorenz Adlon Esszimmer im Hotel Adlon kochte. Von 2016 bis 2017 arbeitete er bei Dirk Hoberg im 2-Sterne-Restaurant Ophelia des Hotels Riva in Konstanz. 
Seine erste Stelle als Küchenchef übernahm Leitner in der Alten Kanzlei in Wangen, in der er von 2017 bis 2018 tätig war. Seit März 2019 ist Leitner Küchenchef im Restaurant s’Äpfle im Seehotel Villa Linde in Bodman-Ludwigshafen, das 11 Monate nach Eröffnung unter seiner Leitung auf Anhieb mit einem Stern im Guide Michelin 2020 ausgezeichnet wurde. 
Seit Ende Juni 2022 ist Kevin Leitner nicht mehr im Seehotel Villa Linde tätig. 
Im Jahr 2022 ist Kevin Leitner in seinem neuen Restaurant in Ravensburg im Hotel Kaiserhof.

## Auszeichnungen
Unter seiner Leitung wird das Restaurant s’Äpfle mit einem Stern im Guide Michelin ausgezeichnet. Der Restaurantführer Gusto bewertet das s’Äpfle mit 8 von 10 möglichen Pfannen. Vom Gault Millau wird das s’Äpfle mit 17 Punkten (3 Kochmützen) ausgezeichnet.